# یانکوویتسه (استان اشوی‌داشکسیه)
یانکوویتسه (به لهستانی: Jankowice) یک منطقهٔ مسکونی در لهستان است که در گمینا اوژاروو واقع شده‌است. یانکوویتسه ۲۲۰ نفر جمعیت دارد.